# Eucalyptus macrocarpa
Espèce
Classification phylogénétique
Répartition géographique
Eucalyptus macrocarpa est une espèce du genre Eucalyptus et de la famille des Myrtaceae. C'est un arbuste, de type mallee, originaire du sud-ouest de l'Australie-Occidentale et réputé pour ses grandes fleurs spectaculaires.

## Galerie

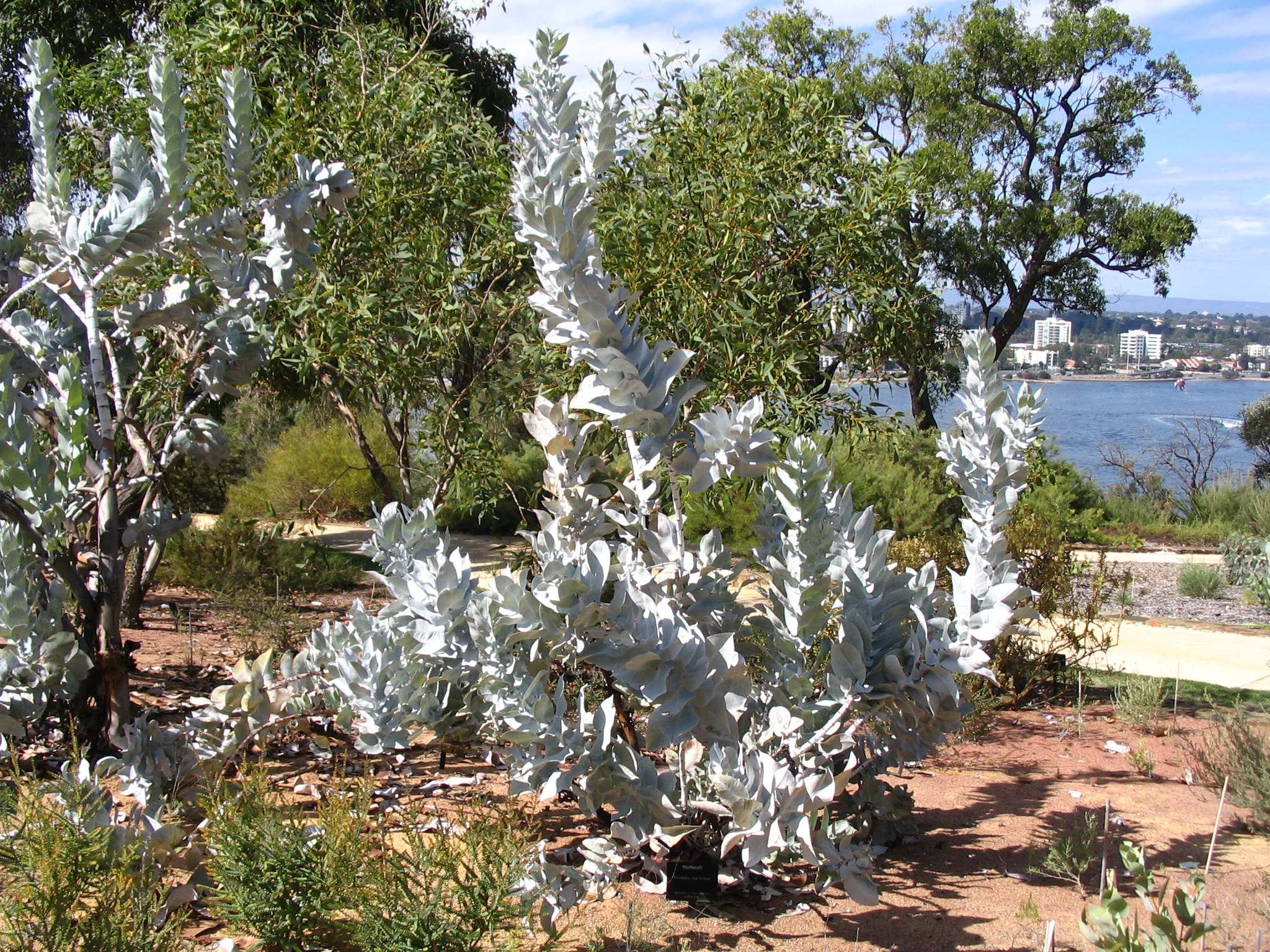
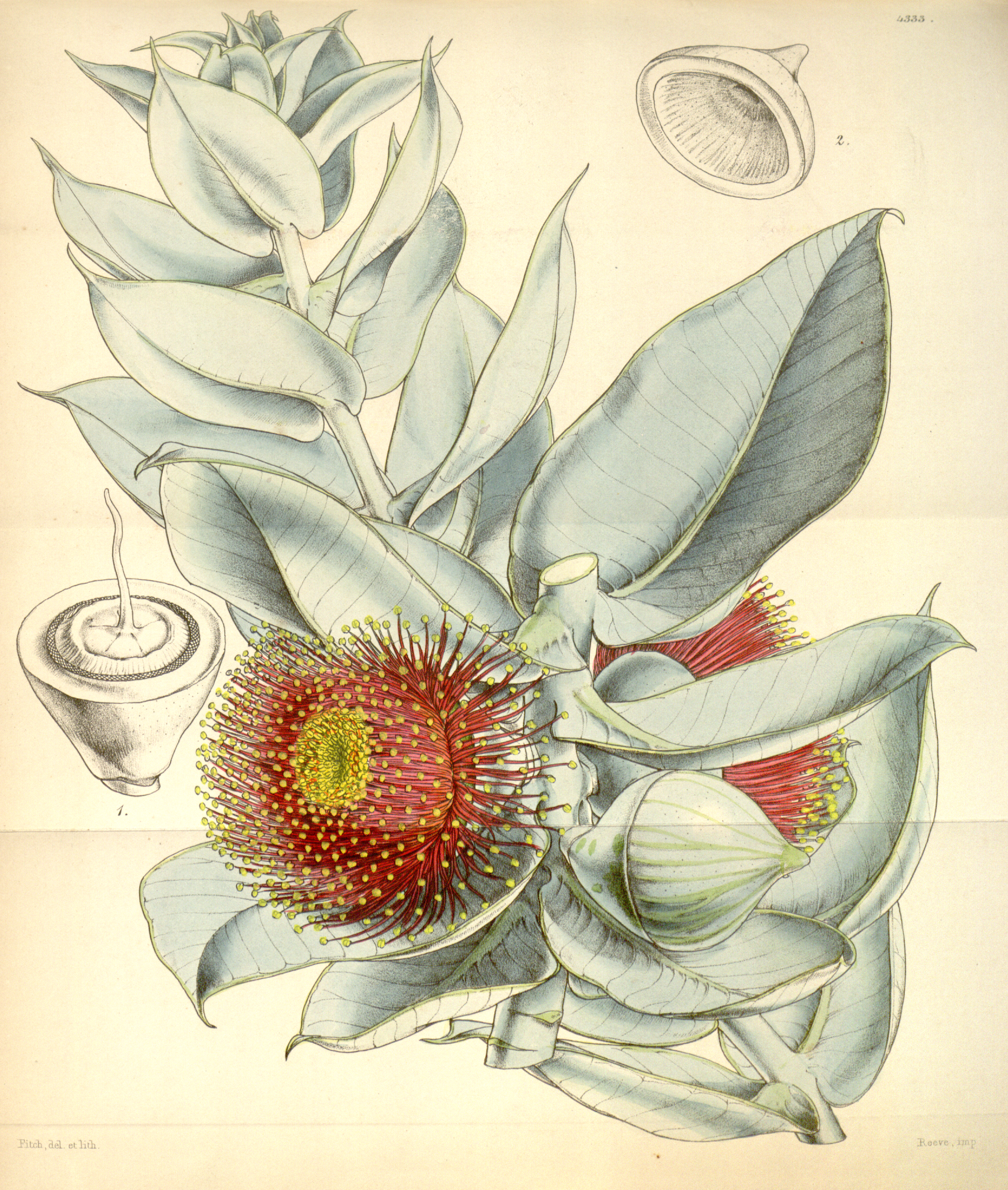

## Description
Il se développe entre 0,8 et 5 mètres de hauteur. Les feuilles gris-argent sont ovales ou elliptiques, sessiles et mesurent jusqu'à 12 cm de long et 8 cm de large. Le fleurs rouge, rose ou crème font jusqu'à 100 mm de diamètre apparaissent du début du printemps à l'été et de la fin de l'automne jusqu'au début de l'hiver. Les fruits sont en forme de bol et de grande taille, comme le souligne l'épithète spécifique macrocarpa, du grec μακρός, makrós, « grand » et καρπός, karpos, « fruit ». Ils sont couverts par une poussière blanchâtre (pruine).

## Sous-espèces
Il en existe trois sous-espèces:
- Eucalyptus macrocarpa subsp. elachantha' Brooker & Hopper
- Eucalyptus macrocarpa subsp. elachyphylla Brooker & Hopper
- Eucalyptus macrocarpa subsp. macrocarpa

## Culture
Eucalyptus macrocarpa est facile à cultiver, mais il faut un sol bien drainé et sec et un climat hors gel.